# Блавози
Блавози (фр. Blavozy) насеље је и општина у централној Француској у региону Оверња, у департману Горња Лоара која припада префектури Пиј ан Веле.
По подацима из 2011. године у општини је живело 1.609 становника, а густина насељености је износила 252,19 становника/km². Општина се простире на површини од 6,38 km². Налази се на средњој надморској висини од 690 метара (максималној 871 m, а минималној 634 m).

## Демографија
| 1962. | 1968. | 1975. | 1982. | 1990. | 1999. | 2011. |
| ----- | ----- | ----- | ----- | ----- | ----- | ----- |
| 496   | 518   | 684   | 996   | 1.163 | 1.324 | 1.609 |

График промене броја становника у току последњих година